# عمر مونترده
عمر مونترده (انگلیسی: Omar Monterde؛ زادهٔ ۲۴ مارس ۱۹۸۹) بازیکن فوتبال اهل اسپانیا است.
از باشگاه‌هایی که در آن بازی کرده‌است می‌توان به باشگاه فوتبال لوانته اشاره کرد.